# Makhno Studio

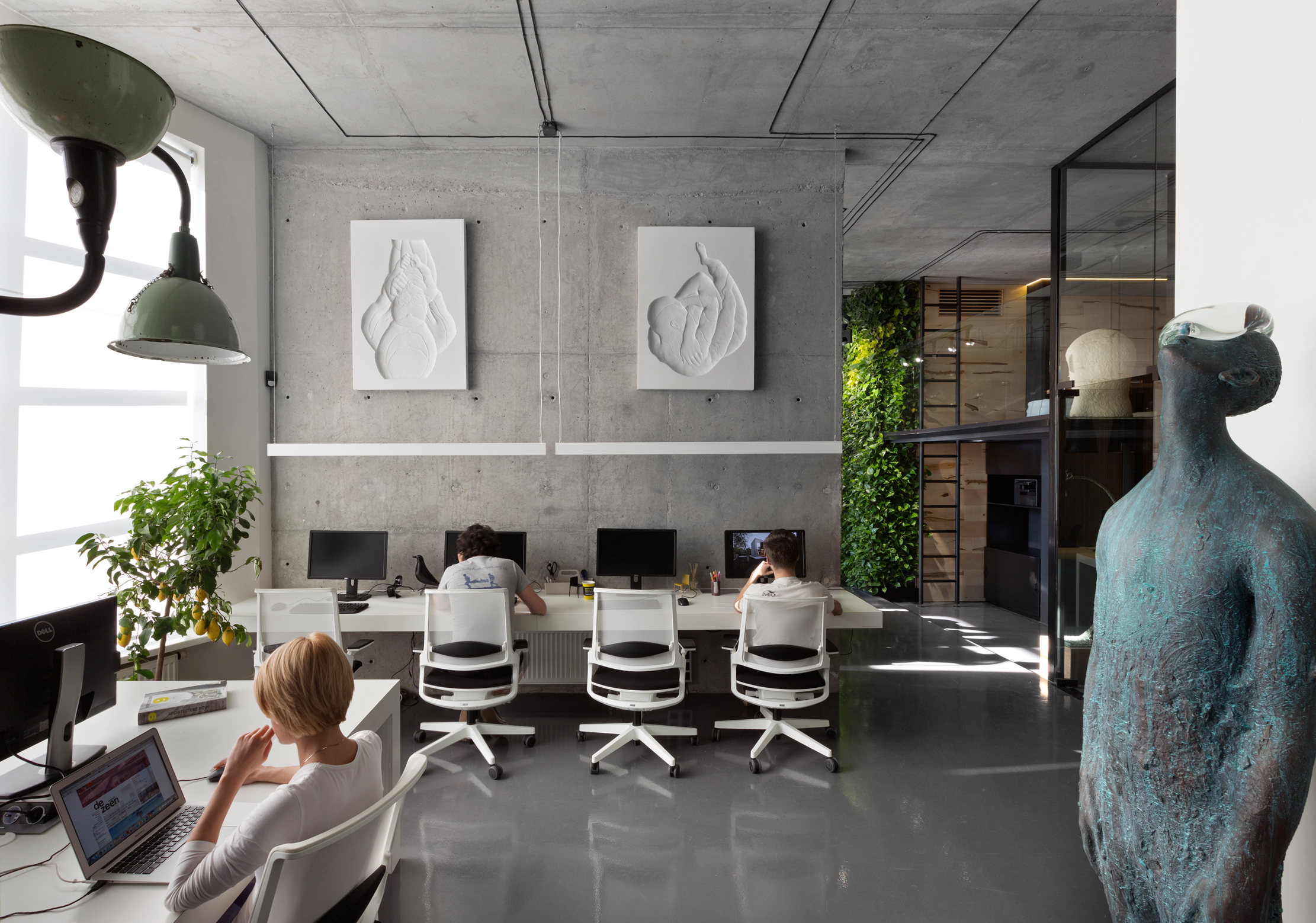
Interior de MAKHNO Studio

Makhno Studio es un estudio ucraniano de arquitectura, diseño y cerámica, fundado en 2003 por Sergii Makhno y ubicado en Kyiv, Ucrania. Su filosofía combina el patrimonio cultural ucraniano con el arte contemporáneo, materiales naturales y elementos futuristas.

## Historia
Makhno Studio comenzó como una práctica arquitectónica en Kyiv en 2003 y, con el tiempo, se transformó en un estudio multidisciplinario bajo la dirección de Sergii Makhno, integrando también un taller de cerámica como parte esencial de su identidad.

## Estilo y filosofía
Makhno Studio ha sido pionero en la introducción de la filosofía wabi-sabi en la arquitectura y el diseño de Ucrania. Esta estética japonesa se centra en la belleza de la imperfección, la naturalidad de los materiales y la simplicidad de las formas. Sergii Makhno adaptó este enfoque al contexto ucraniano, empleando artesanías tradicionales, especialmente la cerámica, y materiales naturales como la madera, la arcilla y la piedra. Además de las influencias japonesas, el patrimonio cultural ucraniano es un elemento clave en el trabajo del estudio, que incorpora arte popular y arquitectura tradicional en proyectos modernos, destacando la artesanía y la estética locales.

## Reconocimiento y premios
En 2017, el estudio presentó el proyecto "Transformación. Silencio" durante la Semana del Diseño de París y en la Dutch Design Week en Eindhoven, Países Bajos. En enero de 2019, Makhno Studio participó en la feria Maison&Objet dentro del pabellón colectivo de Ucrania con el proyecto “UkrSavanna”, donde la lámpara KHMARA, diseñada por Sergii Makhno, fue seleccionada como una de las principales tendencias. En abril de 2019, el estudio presentó el proyecto "Inside.Out" en el Salone Internazionale del Mobile, donde una composición de muebles y lámparas de cerámica fue reconocida como una de las principales tendencias de la exposición por ArchDaily.
En 2024, las obras de Makhno Studio fueron exhibidas en el show inmersivo Wayne Enterprises Experience, producido por Warner Bros. Discovery Global Consumer Products, DC y Relevance International’s Brand Experience & Partnerships, con motivo del 35 aniversario de la franquicia Batman. Las piezas diseñadas por Makhno Studio se usaron para recrear la mansión de Bruce Wayne.
A lo largo de su trayectoria, Makhno Studio ha recibido numerosos premios internacionales, incluyendo Best of the Best del Premio de diseño Red Dot, The Architecture MasterPrize, Best of Year Awards de Interior Design Magazine, IIDA Global Excellence Awards, IDA Awards, Restaurant & Bar Design, International Property Awards, SBID International Design Awards, entre otros.

## Compromiso social
En 2023, el estudio diseñó una parada de transporte público que también funciona como refugio, creada mediante tecnología de impresión 3D.
Al final de 2023, Makhno Studio lanzó una campaña de caridad para apoyar el hogar familiar "Dacha", gestionado por la Fundación Benéfica "Zapóruka", que asiste a niños gravemente enfermos en tratamiento.
En 2024, el equipo del estudio participó en la reconstrucción de la escuela secundaria de Lykhachiv en la región de Chernihiv, destruida durante los bombardeos rusos en marzo de 2022. La escuela, construida en 1927, fue restaurada utilizando técnicas tradicionales de construcción de casas de barro.

## Premios
- 2024 – SBID Awards: OSONNIA APARTMENT[22]
- 2024 – French Design Awards: 8SUN RESORT,[23] KAJI GALLERY[24]
- 2024 – Big See Interior Design Award: KYOTO HOUSE,[25] ZEMLYA[26]
- 2024 – Premio de diseño Red Dot: QUADROPOD[27]
- 2022 – Interior Design's Best of Year Award 2022: premiado por MURELI HOUSE[13]
- 2021 – Elle Decoration International Design Awards Ucrania: mención especial para PLAN B[28]
- 2021 – The Architecture MasterPrize: “Diseño del Año” y primer puesto para PLAN B[29]
- 2021 – IDA Awards: PLAN B[15]
- 2021 – Big See Interior Design Award: Grand Prix para SHKRUB HOUSE[30] y Lámpara KHMARA[31]
- 2020 – IIDA Global Excellence Award: SHKRUB HOUSE[14]
- 2020 – SBID Awards: SHKRUB HOUSE[18] y FUTAGO[32]
- 2020 – A' Design Award: SHKRUB HOUSE[33]
- 2019 – Restaurant & Bar Design Award: FUJIWARA YOSHI[16]
- 2019 – SBID Awards: ACADEMY DTEK y FUJIWARA YOSHI[34][35]
- 2018 – IDA Awards: WABI SABI APARTMENT[36]
- 2018 – The Architecture MasterPrize: WABI SABI APARTMENT[12]
- 2017 – Premio de diseño Red Dot: FLAPJACK y TETRAPOD[11]